# Cratere Komarov
Komarov è un cratere meteoritico che si trova sul bordo sud-orientale del Mare Moscoviense, nell'emisfero settentrionale della Luna. Presenta una caratteristica complessa con un aspetto irregolare.
Il bordo settentrionale di Komarov si estende verso il mare, dando al cratere una forma di pera. Le regioni attorno ai cerchi nordorientali e meridionali sono robuste e irregolari, e il pavimento del cratere in mezzo è stato ripreso da flussi di lava che hanno completamente sommerso il terzo occidentale dell'interno. Questa superficie è marcata da un modello di rilievi multipli che funzionano principalmente in direzione nord-sud, ma sono incrinati come un letto di fango asciutto. Lungo l'interno del bordo orientale si trova una formazione di forma fessurata che si curva lungo il bordo interno. Il bordo nord-occidentale ha un bastione esterno dove scende fino alla pianura della marea vicina.
Il cratere è in onore del cosmonauta sovietico Vladimir Komarov (1927-1967).